# Усман I
Усман I ибн Абд аль-Хакк (ум. 1240) — второй маринидский султан Марокко.

## Биография
Дата рождения Усмана неизвестна. Он сменил своего отца Абд аль-Хакка I на троне Марокко в 1217 году. 
Так как его отец был убит в битве с Альмохадами, Усман, желая возмездия, продолжил кампанию против Альмохадов и увеличил мощь династии Маринидов.
В 1240 году Усман I был убит одним из своих христианских рабов (или рабыней). Его преемником стал брат Мухаммад I.